# Ginnastica artistica ai XII Giochi del Mediterraneo
Le competizioni di ginnastica artistica ai XII Giochi del Mediterraneo di Linguadoca-Rossiglione si sono svolte nel giugno 1993 a Nîmes in Francia.

## Podi

### Uomini
| Evento               | Oro                                                                            | Punteggio | Argento                                                                                 | Punteggio | Bronzo                                                                         | Punteggio |
| Concorso a squadre   | Italia Paolo Bucci Jury Chechi Gianmatteo Centazzo Boris Preti Ruggero Rossato | 166.250   | Francia Steeve Geria Jean-Claude Legros Fabrice Guelzec Éric Poujade Stephane Cauterman | 163.800   | Slovenia Dejan Jovanovic Dejan Locnikar Enes Hodzic Aljaž Pegan Klemen Bedenik | 155.950   |
| Concorso individuale | Jury Chechi                                                                    | 55.750    | Boris Preti                                                                             | 55.500    | Éric Poujade                                                                   | 55.500    |
| Corpo libero         | Steeve Geria                                                                   | 9.500     | Fabrice Guelzec                                                                         | 9.400     | Paolo Bucci                                                                    | 9.250     |
| Cavallo con maniglie | Jury Chechi                                                                    | 9.300     | Boris Preti                                                                             | 9.100     | Éric Poujade                                                                   | 9.100     |
| Anelli               | Jury Chechi                                                                    | 9.800     | Ruggero Rossato                                                                         | 9.450     | Fabrice Guelzec                                                                | 9.400     |
| Volteggio            | Murat Canbas Khalid Sadir                                                      | 9.500     | Non attribuita                                                                          |           | Ioannis Melissanidis                                                           | 9.425     |
| Parallele            | Éric Poujade                                                                   | 9.400     | Boris Preti                                                                             | 9.350     | Jury Chechi                                                                    | 9.250     |
| Sbarra               | Éric Poujade                                                                   | 9.500     | Aljaž Pegan Boris Preti                                                                 | 9.450     | Non attribuita                                                                 |           |

### Donne
| Evento                 | Oro                                                                               | Punteggio | Argento                                                                                        | Punteggio | Bronzo                                                                                   | Punteggio |
| Concorso a squadre     | Spagna Elisabeth Valle Silvia Santiago Ruth Rollan Mercedes Pacheco Monica Martin | 115.150   | Francia Eleanore Couffe Marie Angeline Colson Nadege Guillermin Estelle Laurent Carine Muntoni | 114.625   | Italia Tiziana Di Pilato Chiara Ferrazzi Francesca Santoni Veronica Servente Ketty Titon | 112.375   |
| Concorso individuale   | Elisabeth Valle                                                                   | 38.137    | Marie Angeline Colson                                                                          | 38.112    | Eleanore Couffe                                                                          | 38.037    |
| Volteggio              | Veronica Servente                                                                 | 9.587     | Silvia Santiago                                                                                | 9.575     | Elisabeth Valle                                                                          | 9.537     |
| Parallele asimmetriche | Eleanore Couffe                                                                   | 9.675     | Mercedes Pacheco                                                                               | 9.600     | Chiara Ferrazzi                                                                          | 9.500     |
| Trave                  | Mercedes Pacheco                                                                  | 9.575     | Marie Angeline Colson                                                                          | 9.500     | Eleanore Couffe                                                                          | 9.450     |
| Corpo libero           | Eleanore Couffe                                                                   | 9.675     | Virginia Karentzou                                                                             | 9.600     | Estelle Laurent                                                                          | 9.325     |

## Medagliere
| Posizione | Paese    | Oro | Argento | Bronzo | Totale |
| --------- | -------- | --- | ------- | ------ | ------ |
| 1         | Francia  | 5   | 5       | 6      | 16     |
| 2         | Italia   | 5   | 5       | 4      | 14     |
| 3         | Spagna   | 3   | 2       | 1      | 6      |
| 4         | Marocco  | 1   | 0       | 0      | 1      |
| 4         | Turchia  | 1   | 0       | 0      | 1      |
| 6         | Grecia   | 0   | 1       | 1      | 2      |
| 6         | Slovenia | 0   | 1       | 1      | 2      |
| Totale    | Totale   | 15  | 14      | 13     | 42     |